# Chyl'mig"jacha
La Chyl'mig"jacha (in russo Хыльмигъяха?) è un fiume della Russia siberiana occidentale, affluente di sinistra del Pur. Scorre nel Purovskij rajon del Circondario autonomo Jamalo-Nenec.
Nasce nel bassopiano siberiano occidentale in una zona paludosa ricca di laghi, scorre in direzione mediamente nord-orientale. Ha una lunghezza di 132 km, il bacino è di 940 km²; sfocia nel Pur a 383 km dalla foce, a nord della città di Tarko-Sale. 